# Художня ковка
Художнє кування (художня ковка) — обробка металевого виробу методом гарячого кування, що обов'язково має властивості художнього витвору.
Виготовлення виробів виконується на кузні. Дизайнер, який планує художній витвір з кованого металу, враховує можливості поєднання різних матеріалів: скла з металом, дерева з металом, рослин з металом, а також ландшафтний дизайн в поєднанні з металом. Таким чином, в художньому куванні поєднуються інші мистецтва такі як: малювання, різьблення, ландшафтний дизайн та інші.

Зразок художньої ковки. (Огорожа сходинок, кузня «Брат »)

## Історія
Ковальство здавна відоме багатьом народам світу.
Холодне кування самородних золота, срібла, міді, заліза, а також метеоритного заліза було відоме в Єгипті і Передній Азії за кілька тисячоліть до нашої ери.
Гаряче кування з'явилося вперше теж ще до н. е. в Передній Азії, де люди навчилися видобувати мідь з руди.
Обробка металів раніше за інші ремесла відокремилась від землеробства.
До XV—XVI ст. завершилася спеціалізація ковальства за галузями:
- виготовлення зброї (зброярство)
- виготовлення інструментів і реманенту
- виготовлення замкі́в, ключів і деякого іншого хатнього і господарського (підкови для коней) начиння
- виготовлення художніх виробів (художня ковка [Архівовано 1 квітня 2022 у Wayback Machine.] ґрат, воріт і т.ін.) тощо

В XVI ст. з'явилися перші механічні молоти.
На поч. XIX ст. почали застосовувати машинне штампування.
В сер. XIX ст. Дж. Несміт (Англія) винайшов паровий молот, а наприкінці цього ж століття з'явився гідравлічний прес, який власне і започаткував сучасне промислове виробництво металевих виробів.
У наш час промислове ковальство замінене штампувальним виробництвом металевих виробів, а ковальство домашнє існує як народне ремесло.
Сьогодні ковальство є дуже популярним серед заможного населення, а також в використовується в церковній архітектурі та на міських площах. Зрештою цінується ручне кування, де використовується праця талановитих майстрів та художників. Деякі вироби отримують статус художніх витворів мистецтва. В асортименті справної кузні можна побачити металеві квіти та рослини які майже оживають і є довговічними.

## Інструмент і обладнання
Головний інструмент кузні це звичайно — ковадло. Навколо цього інструмента відбувається практично вся робота. Наступний за значущістю це горно. Обробляють метал при невеликих куваннях ручником-молотком, ним також вказують місце, по якому повинен ударяти кувалдою молотобоєць. Вага ручника від 0,5 до 1,5 кг. Робоча частина — плоска, верхня — закруглена або загострена (у вигляді тупого зубила). Верхня й нижня частини гартуються. Довжина ручки 300—400 мм. Деякі кузні використовують пневмомолот, — значна допомога сучасному ковалеві. Кувалда-молот важить від 2 до 8 кг. Коваль-молотобоєць тримає кувалду обома руками. Обидва кінці кувалди плоскі. Руків'я (з метою меншої віддачі в руки) робиться з деревини легкої й міцної (горобини).
З жару оброблювана деталь (кування) виймається й утримується в процесі роботи кліщами, що мають всілякі форми губок. Залежно від характеру деталі губки можуть бути плоскими, напівкруглими, трубчастими. При необхідності їх можна нагрівати й змінювати відповідно до профілю кування. Кування завжди треба щільно й міцно обхоплювати кліщами.
Для рубання й різання заліза застосовують зубила й підсікання. На відміну від зубил, які використовують слюсарі, вони мають дерев'яні ручки. Підсікання вставляють в отвір у ковадлі. Деталь кладуть між підсіканням і зубилом і розрубують ударом кувалди по зубилу. Насічку (не наскрізну) роблять на майданчику ковадла, а розрубку пластини — у підстави рога, щоб уникнути псування зубила. У всіх операціях деталь потрібно міцно втримувати кліщами. Для прибивання отворів служать пробійники, вони можуть мати різноманітні перетини — круглі, квадратні, прямокутні тощо.
Щоб заготовці додати грановану, циліндричну або еліпсоподібну форму, її обробляють в обтискачах. Це пристосування має верхню й нижню частини. Верхня насаджується на дерев'яну ручку, нижня фіксується в отворі ковадла.
Гладилка вигладжує поверхню кованого виробу. Нижня частина її добре відшліфована й залежно від виду робіт може мати розміри 12x12 — 30×30 мм.
Канавки, поглиблення й усілякі ямки наносяться підбійками, що мають всіляку конфігурацію. Пристосування для художнього кування різноманітні. В одному випадку це відлита чавунна плита з поглибленнями певної форми й малюнка. Розпечену заготовку ударами молота вганяють у поглиблення, при цьому вона приймає їхню форму. В іншому випадку застосовують сталеву плиту, у якій свердлять отвори, вставляють штирі й між ними згинають розпечену смугу, надаючи потрібну форму.
Для кування складних фігурних елементів попередньо з жерсті або тонкого листового заліза вирізують шаблон.
В сучасній художній кузні задіяний також комп'ютер, за допомогою якого дизайнери виконують креслення, ескізи, проводять розрахунки та інше.

### Операції
На кузні виконуються різного роду художні операції — дизайнер-художник промальовує майбутній виріб, створення ескізу, коваль створює виріб методом вільного кування, виріб розмальовується за смаком художника (ефект благородного металу тощо).
На Художній кузні можна виконувати практично всі операції при роботі з металом: плавити метал, заливати його в форм, зварювати ковальським заварюванням, здійснювати горнову пайку міді, виконувати термічну обробку виробів, загартовувати, штампувати, волочить, гнути, скручувати, кувати, карбувати тощо.
Також художня кузня використовує різноманітні операції з монтажем виробів, та різноманітні технології обробки та створення металевих витворів мистецтва.

#### Зварювання (з'єднання) в художній ковці
Для з'єднання в художній ковці використовується ковальське зварювання, також сучасні методи зварювання металів — дугове зварювання, газове зварювання, напівавтоматичне зварювання та інші. Також є популярним з'єднання шляхом сковування двох металевих деталей третім, нагрітим металом — «оковка»

#### Чеканка абоКарбування
Рельєф на листовому металі створюють за допомогою спеціальних інструментів — чеканів і виколоточних молотків, які виготовляють як з металу так і деревини. Для карбувальних робіт застосовують такі метали або сплави як латунь, мідь, алюміній і сталь завтовшки від 0,2 до 1 мм, в деяких випадках срібло і золото. Карбування часто поєднується з художнім куванням, особливо в виробництві: воріт, пам'ятників, вивісок тощо

## Вироби
| Ворота               | Приклад [Архівовано 4 березня 2016 у Wayback Machine.] | Приклад [Архівовано 4 березня 2016 у Wayback Machine.] | Приклад [Архівовано 4 березня 2016 у Wayback Machine.] | Приклад [Архівовано 2 серпня 2016 у Wayback Machine.] |
| Паркани              | Приклад [Архівовано 4 березня 2016 у Wayback Machine.] | Приклад                                                | Приклад                                                | Приклад                                               |
| Перила               | Приклад                                                | Приклад                                                | Приклад                                                | Приклад                                               |
| Ґрати                | Приклад                                                | Приклад                                                | Приклад                                                | Приклад                                               |
| Дашки                | Приклад                                                | Приклад                                                | Приклад                                                | Приклад                                               |
| Мангали              | Приклад                                                | Приклад                                                | Приклад                                                | Приклад                                               |
| Мангали              | Приклад                                                | Приклад                                                | Приклад                                                | Приклад                                               |
| Лавиці, гойдалки     | Приклад                                                | Приклад                                                | Приклад                                                | Приклад                                               |
| Вішаки               | Приклад                                                | Приклад                                                | Приклад                                                | Приклад                                               |
| Крісла               | Приклад                                                | Приклад                                                | Приклад [Архівовано 4 березня 2016 у Wayback Machine.] | Приклад                                               |
| Оформлення камінів   | Приклад [Архівовано 4 березня 2016 у Wayback Machine.] | Приклад [Архівовано 2 серпня 2016 у Wayback Machine.]  | Приклад [Архівовано 5 березня 2016 у Wayback Machine.] | Приклад [Архівовано 2 серпня 2016 у Wayback Machine.] |
| Вставки на двері     | Приклад                                                | Приклад                                                | Приклад                                                | Приклад                                               |
| Підставки на вазонки | Приклад [Архівовано 4 березня 2016 у Wayback Machine.] | Приклад [Архівовано 2 серпня 2016 у Wayback Machine.]  | Приклад [Архівовано 2 серпня 2016 у Wayback Machine.]  | Приклад [Архівовано 2 серпня 2016 у Wayback Machine.] |
| Підставки для ялинок | Приклад                                                | Приклад                                                | Приклад                                                | Приклад                                               |
| Смітники             | Приклад                                                | Приклад                                                | Приклад                                                | Приклад                                               |
| Сани                 | Приклад                                                | Приклад                                                | Приклад                                                | Приклад                                               |
| Ліхтарі              | Приклад                                                | Приклад                                                | Приклад                                                | Приклад                                               |
| Держак для прапора   | Приклад                                                | Приклад                                                | Приклад                                                | Приклад                                               |
| Підсвічники          | Приклад [Архівовано 4 березня 2016 у Wayback Machine.] | Приклад [Архівовано 2 серпня 2016 у Wayback Machine.]  | Приклад [Архівовано 2 серпня 2016 у Wayback Machine.]  | Приклад                                               |
| Завіси               | Приклад                                                | Приклад                                                | Приклад                                                | Приклад                                               |
| Хокери               | Приклад                                                | Приклад                                                | Приклад                                                | Приклад                                               |
| Барні меблі          | Приклад                                                | Приклад                                                | Приклад                                                | Приклад                                               |
| Столи                | Приклад                                                | Приклад [Архівовано 4 березня 2016 у Wayback Machine.] | Приклад                                                | Приклад                                               |
| Крісла               | Приклад                                                | Приклад                                                | Приклад                                                | Приклад                                               |